# Arthur Davison Ficke
Arthur Davison Ficke, né le 10 novembre 1883 à Davenport – mort le 30 novembre 1945 à New York, est un poète, dramaturge et expert américain de l'art japonais. Ficke bénéficie d'une réputation nationale comme « poète de poète » et « l'un des sonnetistes les plus expert d'Amérique ». Sous le pseudonyme Anne Knish, Ficke coécrit Spectra (en) (1916). Parodie de la tendance vers l'expérimental de l'époque, ce recueil de poèmes étranges cause une sensation inattendue parmi les critiques modernistes qui éclipse la reconnaissance de Ficke comme styliste de la prose traditionnelle . Ficke est également connu pour sa relation avec le poète Edna St. Vincent Millay.
Après une longue maladie, Ficke se suicide en 1945.

## Biographie
Né à Davenport dans l'Iowa, Ficke est associé à d'autres écrivains du crû réunis sous l’appellation groupe de Davenport (en). Son œuvre est influencée par les traditions artistiques japonaises avec lesquelles il est familier depuis son enfance : son père, marchand d'art, importe des pièces d'art japonais durant la dernière décennie du XIXe siècle quand l'intérêt pour cet art exotique est extrêmement populaire. Ficke écrit plusieurs essais sur l'art japonais au cours de sa carrière, dont Chats on Japanese Prints publié en 1915.
Fidèle aux formes et style traditionnels alors que le modernisme domine le monde de la littérature et que les poètes sont enclins à l'expérimentation, Ficke est connu pour être « dans le meilleur sens du terme, une force conservatrice dans notre poésie ». Une grande partie de son travail du début est en mètres et rimes traditionnels ; Sonnets of a Portrait-Painter (1914) en est un exemple notable. Ficke est mécontent de ce qu'il considère comme le caractère inesthétique de l'expérimentation contemporaine, ce qui est la principale motivation pour le canular Spectra, conçu comme une satire de la poésie moderne. Ironiquement, son expérience d'écriture de Spectra l'amène à commencer à expérimenter d'autres formes ; Christ in the désert est son premier travail plus moderniste, sans rimes ni mètres traditionnels.

## Œuvres (sélection)
Poésie
- (1907) From the Isles: A Series of Songs out of Greece.
- (1907) The Happy Princess, and Other Poems.
- (1908) The Earth Passion, Boundary, and Other Poems.
- (1910) Some Recent Poems of Note.
- (1914) Sonnets of a Portrait-Painter.
- (1915) The Man on the Hilltop, and Other Poems.
- (1916) Spectra: A Book of Poetic Experiments; sous le nom Anne Knish, avec Witter Bynner (en) sous le nom Emanuel Morgan.
- (1917) An April Elegy.
- (1924) Out of Silence, and Other Poems.
- (1926) Selected Poems.
- (1927) Christ in China: A Poem.
- (1929) Mountain against Mountain.
- (1936) The Secret, and Other Poems.
- (1942) Tumultuous Shore, and Other Poems.

Théâtre
- (1910) The Breaking of Bonds: A Drama of the Social Unrest.
- (1913) Mr. Faust.
- (1930) The Road to the Mountain: A Lyrical Pageant in Three Acts.
- (1951) The Ghost of Sharaku.

Romans
- (1939) Mrs. Morton of Mexico.

Non-fiction
- (1913) Twelve Japanese Painters.
- (1915) Chats on Japanese Prints.

## Source de la traduction
- (en) Cet article est partiellement ou en totalité issu de l’article de Wikipédia en anglais intitulé « Arthur Davison Ficke » (voir la liste des auteurs).